# (27234) Timdodd
(27234) Timdodd est un astéroïde de la ceinture principale aréocroiseur découvert en 1999.

## Description
(27234) Timdodd a été découvert le 6 septembre 1999 à la Station Catalina, un observatoire astronomique situé dans les Monts Santa Catalina à environ 29 kilomètres au nord-est de Tucson dans l'Arizona, par le projet Catalina Sky Survey.

### Caractéristiques orbitales
L'orbite de cet astéroïde est caractérisée par un demi-grand axe de 1,62 UA, un périhélie de 1,38 UA, une excentricité de 0,15 et une inclinaison de 24,52° par rapport à l'écliptique. Du fait de ces caractéristiques, à savoir un demi-grand axe inférieur à 3,2 UA et un périhélie compris entre 1,3 et 1,666 UA, il croise l'orbite de Mars et est classé, selon la JPL Small-Body Database, comme astéroïde aréocroiseur (aréo venant de Arès).

### Caractéristiques physiques
(27234) Timdodd a une magnitude absolue (H) de 16,1 et un albédo estimé à 0,259.

## Étymologie
Cet astéroïde est nommée en l'honneur de Timothy Justin Dodd.